# Edelstein-Roman
Edelstein, anfangs Edelstein-Roman,  war eine Heftromanreihe mit Heimatromanen, deren Nachauflagen bis heute erscheinen.

## Serienverlauf
Die Reihe startete 1953 unter dem Titel Edelstein-Roman im Rastätter Zauberkreis-Verlag. Zunächst erschienen 803 Bände unter diesem Titel, bis 1971 die Serie in Edelstein umbenannt, wobei anfangs der alte Name als Nebentitel verblieb. Der anfängliche Untertitel Ein Bergroman aus dem Zauberkreis-Verlag entfiel mit der Übernahme des Zauberkreis-Verlags durch den Erich Pabel Verlag. Die Einstellung der Reihe erfolgte 1997. Mit 2091 Bänden und 44 Jahren Laufzeit gehört der Edelstein-Roman zu den am längsten laufenden Heftromanen. Eine Nachauflage startete, als „Edelstein-Roman Neuauflage“, mit Band 788 im Jahr 1971. Nach Band 796 entfiel -Roman im Serientitel. Die Einstellung erfolgte 1974 mit Band 923.
1997 übernahm der Kelter-Verlag alle Rechte an den Frauen-Romanen der Verlagsunion Pabel-Moewig. Als Edelstein-Bergroman mit dem Untertitel mit der Heimat im Herzen startete dort die Reihe erneut. Bereits 2004 wurde die Reihe nach nur 56 Bänden wieder eingestellt. Direkt darauf startete die Reihe als Edelstein-Heimatromane Grossband erneut. Es wurden dabei jeweils fünf Romane zusammengefügt. Dabei erschienen sowohl Romane der ursprünglichen Reihe, als auch Romane aus Reihen des Kelter-Verlags. Nach 90 Bänden wurde die Reihe 2011 wieder eingestellt. Der Verlag startete daraufhin am 16. August 2011 Edelstein als Sammelband mit je drei Romanen erneut.

## Autoren
Für die beiden Romanreihen schrieb eine große Anzahl bekannter und unbekannter Autoren, deren Romane in keinem näherem Zusammenhang standen. Dazu gehörte Rosemarie Forstmaier und die als Carla Louis schreibende Liselotte Hespos.

## Belege
- Deutsche Nationalbibliothek
- Jochen Bärtle: Grusel, Grüfte, Groschenhefte: Der deutsche Gruselheftroman von 1968 bis 2008. Books on Demand, Norderstedt 2008, ISBN 978-3-8370-4043-2
- Pressegroßhandel